# يواكيم نيلسون (لاعب كرة قدم مواليد 1966)
يواكيم نيلسون (بالسويدية: Joakim Nilsson)‏ (مواليد 31 مارس 1966) هو لاعب كرة قدم. يلعب مع منتخب السويد لكرة القدم. سبق له أن لعب في كأس العالم لكرة القدم مع منتخب بلاده.

## روابط خارجية
- يواكيم نيلسون (لاعب كرة قدم ، مواليد 1966) على موقع الاتحاد الدولي (مؤرشف)  (الإنجليزية)
- يواكيم نيلسون (لاعب كرة قدم ، مواليد 1966) على موقع قاعدة بيانات كرة القدم.إي يو (الإنجليزية)
- يواكيم نيلسون (لاعب كرة قدم ، مواليد 1966) على موقع ناشيونال فوتبول تيمز (الإنجليزية)
- يواكيم نيلسون (لاعب كرة قدم ، مواليد 1966) على موقع Soccerway.com (الإنجليزية)
- يواكيم نيلسون (لاعب كرة قدم ، مواليد 1966) على موقع عالم كرة القدم.نت (الإنجليزية)
- يواكيم نيلسون (لاعب كرة قدم ، مواليد 1966) على موقع أوليمبيديا (الإنجليزية)
- يواكيم نيلسون (لاعب كرة قدم ، مواليد 1966) على موقع اللجنة الأولمبية السويدية (السويدية)